# Paula Picarelli
Paula Picarelli Ribeiro Porto (São Paulo, 12 de junho de 1978) é uma apresentadora, atriz e escritora brasileira. De 2005 a 2013 apresentou o programa Entrelinhas, da TV Cultura.

## Carreira
Formou-se em Artes Cênicas na USP e participou de peças do circuito alternativo de São Paulo. Em 2001 esteve na terceira temporada da série Sandy & Junior, em que interpretou Carol, namorada de Junior. Fez parte do Nucleo Bartolomeu de Depoimentos, grupo de teatro hip hop. Seu primeiro papel em telenovelas foi em Mulheres Apaixonadas, da Rede Globo. Paula viveu Rafaela, personagem lésbica que tinha um romance com Clara (interpretada por Aline Moraes). Apesar do receio das atrizes e da produção, as personagens fizeram sucesso com os telespectadores, o que fez com que as duas atrizes formassem o primeiro casal homossexual bem aceito pelos público, que inclusive torceu para o final feliz das personagens. Paula apresentou o programa Sexualidade, Prazer em Conhecer, na TV Futura.
Picarelli participou das filmagens de Foliar Brasil, dirigido por Carolina Paiva. O documentário, gravado em Salvador, conta histórias de festas brasileiras, principalmente do carnaval, e utiliza nomes de personagens da antiga comédia italiana. A personagem de Paula é Colombina, que vai à Bahia procurar suas origens. Um dos locais utilizados como cenário foi o trio de Daniela Mercury durante o carnaval de 2004. Em 2005, fez um espetáculo solo chamado Do que Orlando me Disse, inspirado no 'Orlando de Virginia Woolf, com direção de Georgete Fadel e, em 2007, fez, junto com a Cia Estúpida, a peça Como me Tornei Estúpido, baseada no romance homônimo de Martin Page. Apresentou o programa Entrelinhas, da TV Cultura, de 2005 a 2013, que era exibido aos domingos, com reprise durante a semana. O programa fala sobre literatura, com matérias sobre lançamentos de livros, entrevistas com autores e dicas de leituras. Em 2014, integra o elenco da série Psi como a promotora Taís. Em 2018, lançou o livro "Seita: O dia em que entrei para um culto religioso".

## Vida pessoal
Paula é casada e mãe de uma menina.

## Filmografia

### Televisão
| Ano     | Título                          | Personagem             | Notas                      |
| ------- | ------------------------------- | ---------------------- | -------------------------- |
| 2000    | O Cravo e a Rosa                | Cássia                 | Episódio: "19 de novembro" |
| 2001    | Sandy & Junior                  | Carolina Pires (Carol) | Temporada 3                |
| 2001–04 | Sexualidade, Prazer em Conhecer | Apresentadora          |                            |
| 2003    | Mulheres Apaixonadas            | Rafaela Machado        |                            |
| 2005–13 | Entrelinhas                     | Apresentadora          |                            |
| 2008    | 9mm: São Paulo                  | Adélia Freitas         | Temporada 1                |
| 2014–15 | Psi                             | Taís Rodrigues         |                            |
| 2016    | Condomínio Jaqueline            | Beta                   | Episódio: "5"              |
| 2018–20 | Escola de Gênios                | Marie                  | Temporadas 1–4             |
| 2023    | A História Delas                | Celeste                |                            |

### Cinema
| Ano  | Título        | Personagem | Notas                        |
| ---- | ------------- | ---------- | ---------------------------- |
| 2003 | Notívago      |            | Curta-metragem               |
| 2004 | Narciso Rap   |            | Curta-metragem               |
| 2011 | Foliar Brasil | Colombina  | Documentário gravado em 2004 |
| 2016 | Sola          | Silvia     | Curta-metragem               |

### Teatro
| Ano     | Título                  |
| ------- | ----------------------- |
| 2005-06 | Do Que Orlando Me Disse |
| 2007    | Como Me tornei Estúpido |
| 2011    | O Jardim                |

## Prêmios e indicações
| Ano  | Prêmio                          | Categoria                         | Trabalho                          | Resultado |
| ---- | ------------------------------- | --------------------------------- | --------------------------------- | --------- |
| 2000 | Prêmio Panamco de Teatro        | Melhor Autor                      | Bartolomeu que Será que Nele Deu? | Indicada  |
| 2003 | Prêmio Magnífico                | Melhor Atriz Revelação            | Mulheres Apaixonadas              | Venceu    |
| 2003 | Prêmio Conta Mais               | Talento Jovem (com Alinne Moraes) | Mulheres Apaixonadas              | Venceu    |
| 2003 | Prêmio Qualidade Brasil - SP    | Melhor Atriz Revelação            | Mulheres Apaixonadas              | Venceu    |
| 2003 | Prêmio Qualidade Brasil - RJ    | Melhor Atriz Revelação            | Mulheres Apaixonadas              | Indicada  |
| 2011 | Prêmio Questão de Crítica       | Melhor Atriz                      | O Jardim                          | Indicada  |
| 2011 | Prêmio Questão de Crítica       | Melhor Espetáculo                 | O Jardim                          | Indicada  |
| 2011 | Prêmio Questão de Crítica       | Melhor Elenco                     | O Jardim                          | Indicada  |
| 2016 | Prêmio Aplauso Brasil de Teatro | Melhor Dramaturgia                | Amadores                          | Indicada  |